# 로버트 슈펠트
로버트 윌슨 슈펠트(Robert Wilson Shufeldt, 1822년 2월 21일 ~ 1895년 11월 7일)은 미국의 해군 제독·외교관이다.
그의 아들은 골학자(骨學者)이자 조류학자인 로버트 윌슨 슈펠트 주니어(Robert Wilson Shufeldt junior)이다.

## 생애
1867년(고종 4) 제너럴셔먼호 사건을 조사하기 위해 황해도 오차포(吾叉浦)에 입항했으나 성과를 거두지 못하고 돌아갔다. 1879년 군함 티콘데로가 호(Ticonderoga 號)를 타고 세계 일주를 하던 도중, 1880년 부산항에 입항했다. 이때 한미 조약을 맺고자 일본 정부에 중개를 요청했으나 뜻을 이루지 못하고, 청나라의 이홍장에게 중개를 요청하여 승낙을 얻었다.
1882년 3월 미국 전권 대사 자격으로 마건충, 정여창과 함께 인천항에 입항했다. 그곳에서 조선의 전권 대사 신헌, 부관 김홍집, 종사관 서상우 등과 만나 조미수호통상조약을 체결했다.